# Johann VI. (Werle)
Johann VI., Herr zu Werle [-Waren, Goldberg] (* nach 1341; † nach dem 16. Oktober 1385) war von 1382 bis 1385/95 Herr zu Werle-Goldberg und Waren.
Er war der Sohn von Bernhard II. von Werle und Elisabeth, der Tochter von Johann dem Milden von Holstein-Plön.
Er regierte erst zusammen mit seinem Vater und nach dessen Tod im Jahr 1382 allein über die Herrschaft Werle [-Goldberg und Waren]. Er war mit Agnes, der Tochter des Nikolaus IV. von Werle-Goldberg verheiratet. Gesichert ist, dass er spätestens bis zum Jahr 1395 gestorben ist. In einer Urkunde des Klosters Malchow vom 16. Oktober 1395 heißt es: den juncher Johan van Wenden, deme god gnedich si.

## Kinder
- Nikolaus V., Herr zu Werle [-Waren, Goldberg]
- Christoph V., Herr zu Werle [-Waren, Goldberg]
- Agnes, Nonne zu Malchow, († nach dem 21. Oktober 1449)
- Mirislava, († nach dem 28. November 1436)